# 자메이카의 코로나19 범유행
다음은 자메이카의 코로나19 범유행 현황에 대한 설명이다.

## 배경
세계보건기구(WHO)는 12일 2019년 12월 31일 처음 WHO의 주목을 받았던 중화인민공화국 후베이성 우한시의 한 집단에서 신종 코로나바이러스가 호흡기 질환의 원인임을 확인했다. 이 군단은 처음에 우한화난수산물도매시장과 연결되어 있었다. 그러나 실험실 확정 결과가 나온 그 첫 사례들 중 일부는 시장과 연관성이 없었고, 전염병의 근원은 알려져 있지 않다.
2003년 사스와 달리 COVID-19의 경우 치명률은 훨씬 낮았지만, 총 사망자 수가 상당할 정도로 감염 경로는 훨씬 더 컸다. COVID-19는 전형적으로 약 7일 정도의 독감과 유사한 증상을 보이며, 그 후 일부 사람들은 병원에 입원해야 하는 바이러스성 폐렴의 증상으로 발전한다. 3월 19일부터 COVID-19는 더 이상 "높은 결과 감염병"으로 분류되지 않았다.
이 대유행병의 발생은 라틴 아메리카와 카리브해에서 진행 중인 2019~2020년 뎅기열 유행과 일치한다.

## 연혁
보건복지가족부는 2020년 3월 10일 자메이카에서 3월 4일 영국에서 입국한 여성 환자 1명을 확인했다. 보건부 장관은 환자가 호흡기 증상을 보여 3월 9일부터 격리 상태에 있다고 보고했다. 이번 업데이트에 따라 부과된 여행금지 조치는 프랑스, 독일, 스페인 등으로 확대됐다.
3월 11일 크리스토퍼 터프튼 보건장관은 두 번째 "수입 코로나 바이러스" 사례를 확인했다.
3월 13일, 자메이카는 첫 번째 환자의 아버지와 또 다른 여성 환자를 포함한 6건의 추가 환자를 발표했다. 이날 오후 정부는 첫 환자가 참석한 장례식이 치러진 불베이 지역사회가 14일간 격리 수용됐다고 발표했다. 영국을 여행하거나 여행하는 환자와 관련된 네 가지 사례와 함께, 카미나 존슨스미스 외무장관은 여행 금지가 영국으로 확대될 것이라고 발표했다.
보건복지가족부는 3월 15일 19건의 의심신고가 접수되고 환자가 검사를 받은 사실을 확인했다. 의심 환자 19명 중 트리니다드 토바고에서 온 환자 1명과 "지침 증례에서 나온 접촉 추적" 환자 1명 등 2명만 바이러스에 감염된 것으로 확인됐다. 같은 업데이트에서 복지부는 격리시설에 27명의 환자가 있었고 1번과 2번 환자는 더 이상 증상이 나타나지 않는 것을 확인했다.
보건복지가족부와 국무총리실은 지난 3월 16일 예비 확진자가 5건이라고 보고했다. 이날 오후 정부는 신고된 5건 중 2건만 COVID-19 양성반응이 나온 사실을 확인했다. 사례 증가에 대응하여, 정부는 가정에서의 업무 지시, 20명 이상의 모든 집단 집회 금지, 술집, 식당, 스포츠 행사 등의 폐쇄와 같은 사회적 거리 제한 조치를 추가로 발표했다.

## 같이 보기
- 북아메리카의 코로나19 범유행
- 2013~2014년 치쿤구니야 유행
- 2009년 인플루엔자 범유행